# Доминиканский франк
Доминиканский франк (исп. franco dominicano) — денежная единица Доминиканской Республики, введённая в оборот в 1891 году и выведенная в 1897 году. Франк подразделялся на 100 сентесимо и равнялся пяти песо.

## Монеты
Были выпущены монеты следующего достоинства: 5, 10 и 50 сентесимо; 1 и 5 франков. Хотя франк был первоначально введён как замена песо, она не состоялось, и в 1897 году были выпущены новые монеты, номинированные в песо, с дизайном подобным франкам. Монеты доминиканского франка в 10 и 50 сентесимо и в 1 и 5 франков имели те же параметры, что и французские франки, что свидетельствует о планировавшемся присоединении Доминиканской Республики к Латинскому монетному союзу.